# قصة الوقاية من الإشعاع

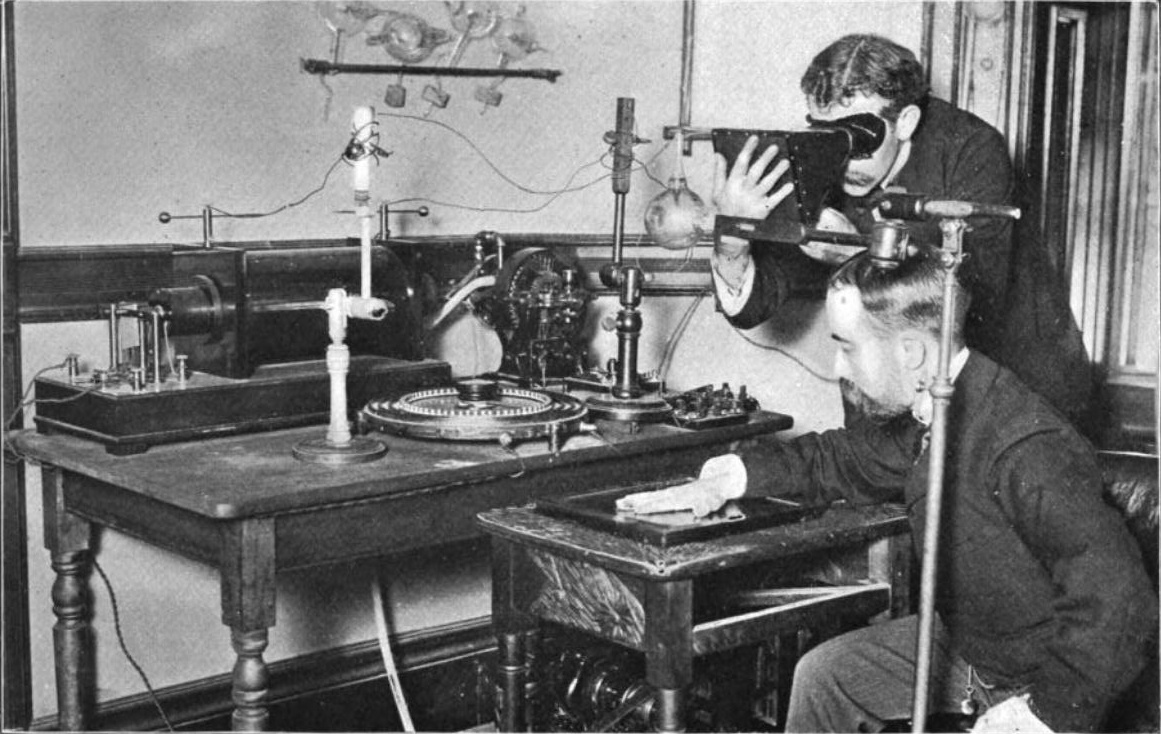
تعامل غير حذر في الولايات المتحدة من عام 1896 مع أشعة سينية عندما كانت أضرارها غير معروفة.

قصة الوقاية من الإشعاع Geschichte des Strahlenschutzes تبدأ قصة الوقاية من الإشعاع في بداية القرن العشرين عندما اكتشف العلماء الأشعة المؤينة والأشعة غير مؤينة من مصادرأشعة طبيعية ومن مصادر اصطناعية؛ وتبين للعلماء أن للأشعة المؤينةتسبب ضررا في الكائنات الحية. فقصة الوقاية من الإشعاع تتعلق أيضا «بقصة التضرر من الإشعاع.»
عندما تعرف رونتغن على اشعة إكس (ولهذا أسماها الأشعة المجهولة (إكس)) فتعامل معها من دون احتراس، وتضرر هو منها. وبدأ العلماء مع مطلع القرن العشرين في جميع أنحاء العالم يعرفون أن للإشعاع ضرر، ولا بد من اتخاذ وسائل للتأمين منها. من هنا بدأ وضع تعليمات للوقاية من أخطار الأشعة المؤينة. أول المتضررين من الأشعة المؤينة هم العاملون في هذا المجال فكانوا «ضحايا» التقدم في المجال الطبي والعلاج.كثير منهم اضطر الأطباء لإجراء عمليات استئصال لهم لأطراف في جسمهم تضررت من الأشعة المؤينة، ولا سبيل لعلاجها إلا بالاستئصال وقطع الأعضاء المصابة.
وكانت الحرب العالمية الثانية الحدث الكبير في التضرر من الإشعاع بإلقاء قنبلة هيروشيما وقنبلة نجازاكي على اليابان، وما أحدثته من أضرار جسيمة على الإنسان وبدأ الاهتمام أيضا بالأشعة الطبيعية مثل الأشعة الكونية، وما حولنا من بيئة بها اشعاعات طبيعية، أضرار تحدث في مناطق جبلية ذات تكوين صخري معين تحتوي على الراديوم أو غاز رادون. في العالم كله وضع العلماء وسائل للوقاية وأجهزة لقياس الإشعاع والمراقبة، ووضع قوانين خاصة بالوقاية من الإشعاع.
الأشعة المؤينة مثل أشعة إكس والأشعة الكونية وأشعة ألفا وأشعة بيتا وأشعة جاما. كما تحذر السلطات من التشمس والتعرض لمدة طويلة للأشعة فوق البنفسجية في المصايف وفي صالونات التشمس، وعلى الجمهور أن يتفهم هذا التعرض ويقي نفسه.

## اشعة إكس

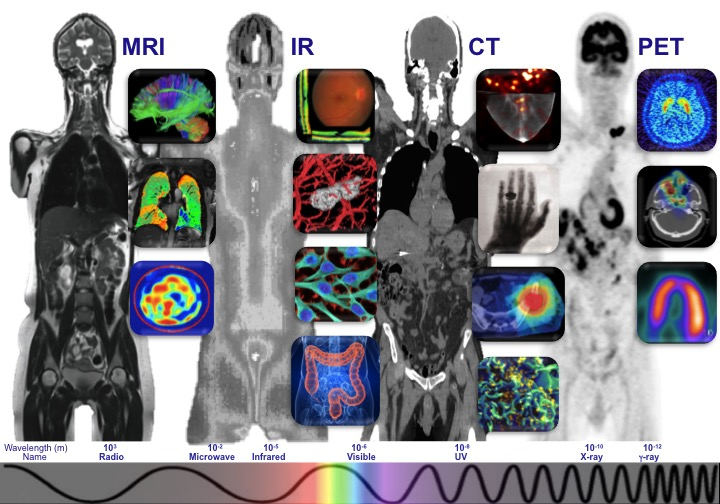
طرق مختلفة للفحص بالأشعة في الطب النووي :
MRI، IR، CT، PET.
وتعتمد شدة الأشعة للطرق المختلفة على تردد الأشعة كما تبينها الموجة أسفله.

كانت أضرارها غير معروفة. ونسبة التعرض لها تقاس كنسبتها بالنسبة إلى ما يتعرض له الإنسان في حياته الطبيعية من إشعاعا مؤينة مثل الأشعة الكونية والأشعة المؤينة القادمة من التكوينات الصخرية التي يعيش فيها. تلك المصادر يصل مجموعها في المتوسط 1و2 زيفرت في السنة.
تلك الجرعة السنوية التي يأخذها كل كائن حي على الأرض سنويا، يأخذها طبيعيا وتعتبر بالتالي سليمة وغير ضارة. وتقارن تلك القيمة بما من المكن أن يخصل عليه الإنسان من جرعات إشعاعية عند تجوله في الجبال أو القيام برحلة طيران، حيث يزداد الأشعة الكونية بالارتفاع عن سطح الأرض.
قانونا طبقا لقانون الوقاية من الإشعاعات المؤينة تطبق على العاملين والباحثين في مجال الأشعة المؤينة تنطبق أيضا على الطيارين حيث يقضون أوقات طويلة في الجو، يتعرضون خلالها على جرعات تراكمية من الإشعاع. يخضع الطيارون إلى نظام رعاية خاصة لحمايتهم فكل واحد منه لديه دفتر يقيد فيه مستويات الإشعاع التي تعرض إليها خلال السنة، وتراقب سنويا. وتحافظ شركات الطيران على طياريها بمراقبة ما حصل عليه كل واحد منهم من جرعات إشعاع، وإذا تعدى الحد المسموح به سنويا (من قبل السلطات) فلا بد من أن يستريح من الطيران بقية السنة. هذا للمحافظة عليه. كما تراقب سلطات خاصة بالوقاية من الإشعاع في جميع الدول ما يتلقاه الطيارون وما يتلقاه العاملون في المجال الإشعاعي من جرعات سنويا.

## الكشف بأشعة إكس

تصوير بانورامي لفحص الأسنان

أشعة إكس شديدة ونفاذة، ويمكن بها الكشف على كسور العظام والكشف على الأسنان لعلاجها. وقد انتكر الياباني«هيساتو نوماتا» لجاز كشف بأشعة إكس بانورامي في عام 1934/1933 . وبعده انتشر إنتاج أجهزة الكشف بالأشعة السينية وغيرها. ولكن تلك الكشوفات تتم بمقادير إشعاعية يحددها القانون.
.
كما اتضحت أيضا فائدة لأشعة إكس في علاج السرطان. حيث تقتل أشعة إكس الخلايا السرطانية أما خلايا الجسم فهي تصلح نفسها بنفسها بعض التعرض للإشعاع. هذا يتم بمقادر للجرعات معروفة للأخصائئين، ويخضع المريض إلى برنامج للعلاج بالأشعة على فترات بحيث تستطيع خلايا الجسم التي تعرضت للإشعاع لاستعادة قواها. وأصبح طب الإشعاع من المجالات الحديثة في الطب؛ ولكنها في حدود معينة، وتراقبها سلطان خاصة في كل دولة.

## ملابس واقية من الإشعاع

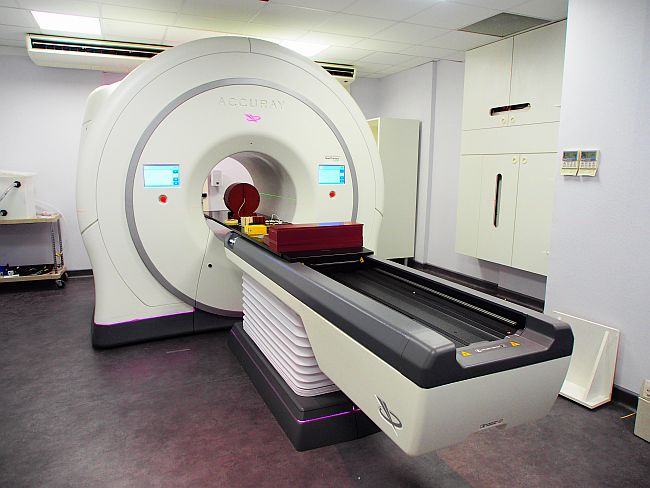
علاج الأورام السرطانية بالأشعة

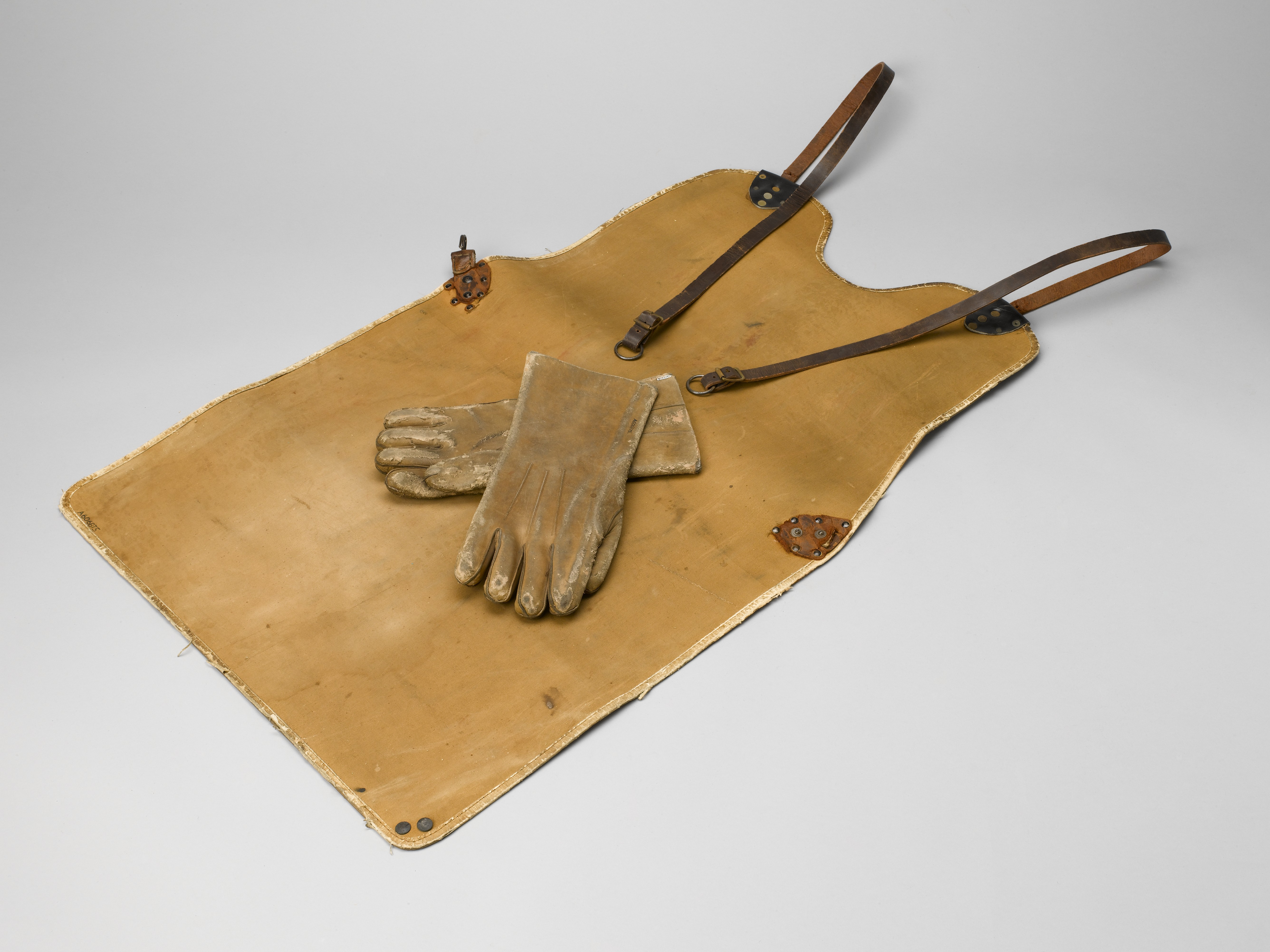
صديري كان يستخدم في القديم يحتوي على رصاص للوقاية من الإشعاع ، من عام 1920

استخدمت صديريات تحتوي على الرصاص للوقاية من الإشعاع، وحاول الباحثون استخدام مواد أخرى لخفض ثقل الصديري، ولكن مفعولها كان أقل، لهذا عاد المختصون إلى استخدام الرصاص للوقاية.
من طرق خفض الإصابة بالإشعاع الابتعاد عن مصدر الأشعة، فكلما ابتعد المرء عن مصدر الأشعة كان ما يصيبه منها أقل.
رواد الفضاء في مشكلة إذ يتعرضون للأشعة الكونية ولا يستطيعون أخذ وسائل معهم لحمايتهم من الأشعة؛ فالسفر إلى الفضاء يعتمد على خفض وزن متاع الرواد.
تتخذ احتياتات كثيرة في الطب النووي للوقاية من الإشعاع، بما فيها بناء جدران سميكة للحجرات قد يبلغ سمكها مترا أو أكثر. بالإضافة إلى ذلك لا بد من أن يتابع فيزيائي طبي متخصص في الأشعة وإشراكه في التشخيص الطبي وللعلاج بالأشعة، ويستشار في التطبيقات بالنسبة إلى الوقاية من الإشعاع. وقد قامت ألمانيا بتعديل قانونها للوقاية من الإشعاع الجاري حاليا وسوف يوضع القانون المعدل ابتداء من 31 ديسمبر 2018 موضع التنفيذ؛{§|14|Strahlenschutzgesetz – StrlSchG|buzer} القسم  1 رقم 2b من قانون الوقاية من الإشعاع.
من مهام الهيئة الدولية للطاقة الذرية مساعدة كل الدول في مسألة سن القوانين الخاصة بالوقاية من الإشعاع، وتقد م لهم أحدث التشريعات والبيانات والابتكارات العلمية لحماية مواطنيهم من الأشعاع. تشترك جميع الدول في تلك الهيئة.

## الوقاية من الإشعاع والعلاج بالأشعة
بجانب البنيات الخاصة لتقديم العلاج بالإشعاع وما يخص المعالجين والعاملين معهم من وجهة وقايتهم من الأشعة يعمل قسم خاص بالمستشفي بمسألة الوقاية من الإشعاع وتوعية العاملين في هذا المجال. وبينما تطرح مسألة تقييم الفائدة إلى الأخطار الناتجة إذ أن المرض يعال وتتحسن صحته بينما يزداد هطر الإصابة بالإشعاع بالنسبة للعاملين. ولكن مساعدة وعلاج المريض بالسرطان تكون لها الأولوية.يحافظ قسم الوقاية على أن تنحصر إجراء الأشعة فقط في موضعها، حيث تساعد في جدولة نظام للإشعاع يناسب حالة المريض. وقد أصبح للعلاج بواسطة معجل جسيمات مكانته الخاصة حيث صفاته التقنية متقدمة ومزاياه بالنسبة إلى خفض احتمال خطورة العلاج.وهو يطبق منذ السبعينيات من القرن الماضي. وأصبح تطبيق العلاج بواسطة مصادر مشعة مثل الكوبلت والسيزيوم من الأمور المعتادة.
لا يتم العلاج بواسطة معجل جسيمات إلا في وجود فيزيائي طبي، وهو يتولى الحفاظ على جودة والإشراف على معايرتها، لكي لا تحدث أخطاء يكون لها عواقب سيئة.
نخر اشعاعي هو مصطلح عن تأثير الأشعة المؤينة يتسبب في نخر في خلايا الكائن الحي. ويعتبر النخر الإشعاعي هو أهم ما يمكن حدوثه من تعقيدات عند المعالجة بالتشريح الإشعاعي، حيث لا تظهر على المعالج إلا بعد أشهر أو سنوات من العلاج. , . . ولكن بالتقدم وزيادة الخبرة وتعديل طرق العلاج فقد قلت تلك الأعراض كثيرا عن ذي قبل. وتحمي التقنيات الجديدة في العلاج بالأشعة الأنسجة السليمة بقدر الإمكان. تحاول العلاج بالأشعة عدم إصابة أنسجة سليمة حول أنسجة سرطانية قدر الإمكان حتى لا تسبب في إتلاف إضافي. ولهذا فلا توجد حدود بالنسبة للجرعات التي تستخدم في علاج مريض «ميئوس من حالته»؛ حيث هي الطريقة الوحيدة الباقية لإنقاذ حياة المريض. ولكن هذا لا يتم إلا بموافقة المريض من بعد إعلامه عن خطورة العلاج.

## اقرأ أيضًا
- التأثير البيولوجي للأشعة المؤينة
- إشعاع غير مؤين
- أشعة
- ضوء
- تخطيط المعالجة الإشعاعية.